# Guy Sibille
Guy Sibille (nascido em 25 de agosto de 1948) é um ex-ciclista francês que representou França na corrida de 100 km contrarrelógio por equipes nos Jogos Olímpicos de Verão de 1972 em Munique, terminando na décima oitava posição. Conquistou o título nacional de estrada em 1976.